# 北陸鉄道キハ5300形気動車
北陸鉄道キハ5300形気動車（ほくりくてつどうキハ5300がたきどうしゃ）はかつて北陸鉄道能登線で使用された気動車である。同線廃止後は関東鉄道へ譲渡され、筑波線のキハ540形として同線が筑波鉄道へ分社後廃線となった時点まで使用されていた。

## 概要
1957年に能登線用として製造された、旅客車としては北陸鉄道合併後唯一の同線向け新製車両である。
前年に石川総線へ投入されたサハ1000形に続いて日本車輌製造で製造された。当初は付随車として製造され、後に動力車へ改造されたのもサハ1000形と同様で、コハフ5300形5301として竣工したが、1963年5月にDMH17Cディーゼルエンジン（連続定格出力180PS）と振興造機TC2液体式変速機を搭載し、キハ5300形5301へ称号を変更して気動車化されている。

## 車体
前後に荷台を備えたバケットカーで、戦後に製造された例は全国的にも珍しい。前述のサハ1000形の流れを汲む、雨樋位置を通常より高くした張り上げ屋根の全溶接構造鋼製車体で、荷台を含まない車体長15,500mm、実幅2,600mmはいずれも国鉄キハ04形と同一である。窓配置はdD11Dd（d：乗務員扉・D：客用扉）で、850mm幅の側窓はサハ1000形と同一寸法だが、窓上のウィンドウヘッダーがなく屋根も浅いため、平滑ですっきりした印象を与える。また、妻面は運転席窓となる予定の1枚以外は二段上昇式とした3枚窓を備える非貫通式である。
座席はすべてロングシートで、戸袋部分には座席がなく、定員は110（座席42）名である。

## 主要機器
台車は軸距2,000mmの日本車輌製造ND209（動台車）・ND209A（従台車）を装着する。これらは戦前の国鉄TR26をはじめとする日本車輌製造が設計した気動車用菱枠台車の構造を踏襲している。ただし客車としての新製当初よりND209の駆動軸側端部に、逆転機を吊り掛けるための端梁をエンジン寄りにヨークを張り出した形で取り付けており、この点で他鉄道向けの通常のものとは相違していた。
前照灯は新製当初から流線型のカバーがついたものを屋根上に備えており、前照灯を装着せずに竣工したサハ1000形とは対照的であった。 尾灯はML4形を荷台の下部、左右2か所に設置している。

## 運用
客車時代はDC30形ディーゼル機関車または他の気動車に牽かれて使用されていたが走行距離は短く、せっかくの新車に乗車できる機会は限られていた。1963年の気動車化改造後は能登線の主力として幅広く運用されていたが、沿線から要望があった七尾線の列車に併結して金沢へ乗り入れる構想は最後まで実現することなく終わっている。

## その後の経緯
気動車への改造後の本形式は液体式変速機を備え連結運転時に総括制御が可能であったが、改造直後は液体式変速機を搭載する気動車が能登線には他に在籍しておらずその機会がなかった。
だが、1965年にキハ5201がエンジンをDMH17Bへ交換する際に既存の機械式変速機に代えてTC2液体式変速機を取り付けたのに続き、同年に国鉄から譲り受けたキハ5251が当初より液体式変速機付きで入線し、さらに1967年に遠州鉄道から譲り受けたキハ5211・5212もTC2液体式変速機搭載で総括制御が可能であったため、それらとの連結運転時にようやくこの機能を有効活用できるようになった。
なお、北陸鉄道での最末期には、中桟で区切られていた客用扉の窓がHゴム固定の1枚窓へ改造されている。
本形式は能登線の廃止後は関東鉄道へ譲渡され、キハ540形541として筑波線に配置された。
同線が1979年に分社化されて筑波鉄道となった際には同社へ移籍し、その後も引き続き筑波線で運用されたが、1987年の同社線廃止の際に廃車となった。